# Форест Хилс (Северна Каролина)
Форест Хилс (енгл. Forest Hills) град је у америчкој савезној држави Северна Каролина.

## Демографија
По попису из 2010. године број становника је 365, што је 35 (10,6%) становника више него 2000. године.
| Група             | 2000.       | 2010.       |
| Белци             | 314 (95,2%) | 323 (88,5%) |
| Афроамериканци    | 8 (2,4%)    | 15 (4,1%)   |
| Азијати           | 2 (0,6%)    | 3 (0,8%)    |
| Хиспаноамериканци | 4 (1,2%)    | 18 (4,9%)   |
| Укупно            | 330         | 365         |